# Iio Sōgi

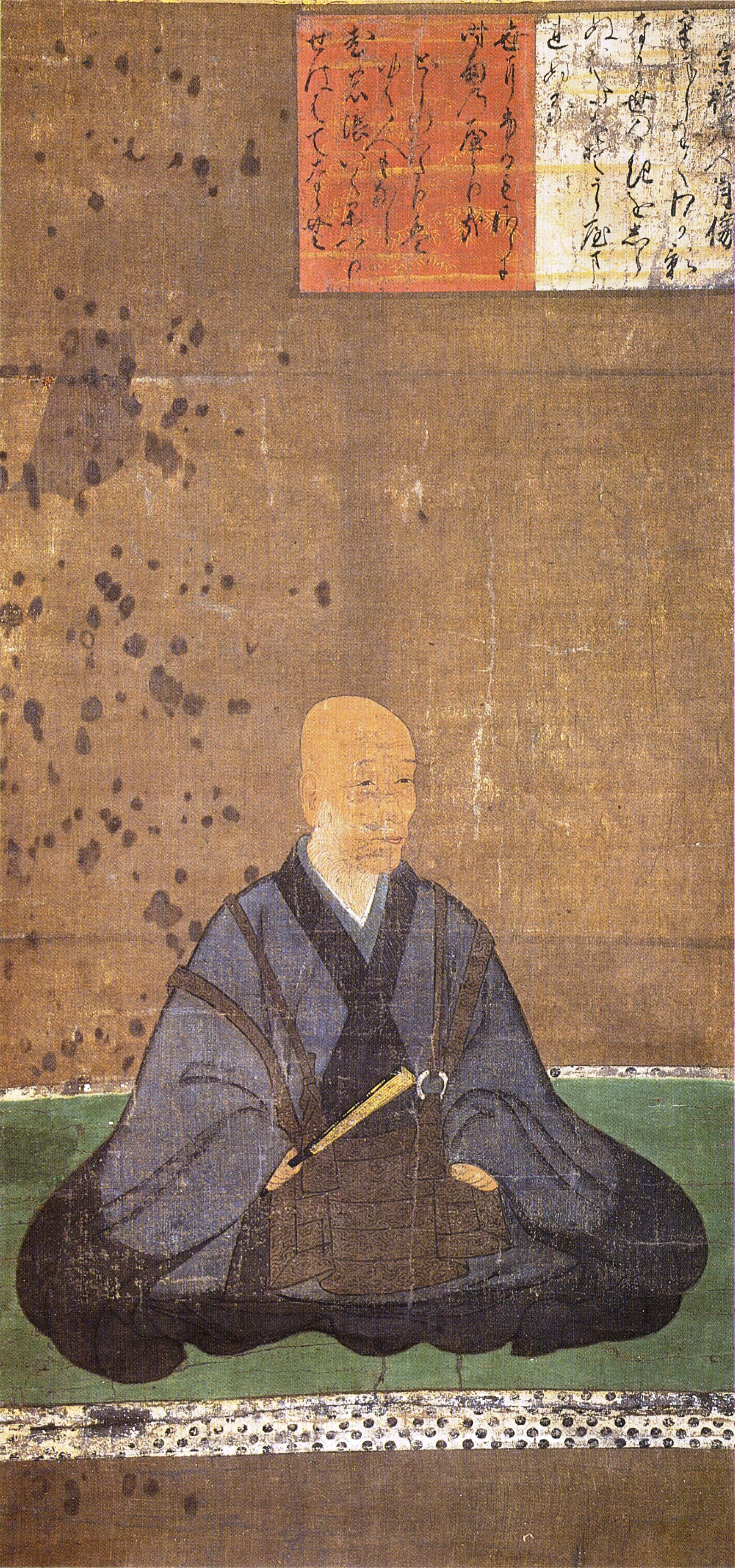
Iio Sōgi

Iio Sōgi (japanisch 飯尾 宗祇, kurz auch Sōgi, 宗祇; * 1421; † 1. September 1502) war ein japanischer buddhistischer Mönch und Renga-Dichter.

## Leben und Wirken
Sōgi wurde entweder in der Provinz Kii oder in der Provinz Ōmi geboren. Er zog nach Kyōto und wurde  zen-buddhistischer Mönch im Shōkoku-ji, einem Tempel der Rinzai-Schule des Zen. Er studierte Renga unter Takayama Sōzei († 1455), Senjun (ca. 1411–1476) und Shinkei. Sōgas Patron war Ichijō Kaneyoshi, ein Gelehrter und Offizieller am Hof.
Von 1466 bis 1472 lebte Sōga in den östlichen Provinzen Japans, danach kehrte er nach Kyōto zurück, wo er mehrere Sammlungen seiner Gedichte veröffentlichte. Eine Reise 1480 nach Kyūshū fand ihren Niederschlag in dem Tagebuch Tsukushi no michi no ki (筑紫道記).
Bekannt wurden vor allem seine beiden Renga-Sammlungen Minase Sangin Hyakuin (水無瀬三吟百韻; 1488, mit seinen Schülern Sōchō und Shōhaku) und Yuyama Sangin Hyakuin (湯山三吟百韻; 1491). Insgesamt hinterließ Sōgi mehr als neunzig Werke, darunter neben Renga-Sammlungen auch Tagebücher und literaturkritische und -theoretische Schriften.